# Кристиан Абиати
Кристиан Абиати (на италиански: Christian Abbiati) е бивш италиански футболист – национал, вратар. Висок 1,91 m.

## Кариера
Роден на 8 юли 1977 г. в град Абиатеграсо, Италия. Започва футболната си кариера на 13-годишна възраст във ФК Трецано, ФК Асаго и ФК Корсико. През 1994 г. преминава във ФК Монца и дебютира в Серия Ц1 на 30 декември 1994 г.
След успешен трансфер в Милан през 1998 г., Абиати дебютира в Серия А на 17 януари 1999 г. при победата на „росонерите“ с 2:0 срещу ФК Перуджа. Първият му мач за „Скуадра адзура“ е на 30 април 2003 г. срещу Швейцария (2:1).
През 2005 г. е даден под наем на „Дженоа“, но след скандал с уреждане на мачове и изваждане на генуезците в Серия Ц1, Абиати се връща в Милан. Не след дълго обаче отново е даден под наем, този път на Ювентус, чийто титулярен вратар Джанлуиджи Буфон се контузва през август 2005 г. След като прекарва по един сезон във ФК Торино и Атлетико Мадрид от лятото на 2008 г. е играч на Милан.

## Клубове
- 1991 – 1992: ФК Трецано
- 1992 – 1993: ФК Асаго
- 1993 – 1994: ФК Корсико
- 1994 – 1995: ФК Монца[1]
- 1995 – 1996: ФК Боргозезия[1]
- 1996 – 1998: ФК Монца[1]
- 1998 – 2005: Милан[1]
- 2005 – 2006: Ювентус[1]
- 2006 – 2007: ФК Торино[1]
- 2007 – 2008: Атлетико Мадрид[1]
- 2008 – Милан[1]

## Отличия
- Шампион на Италия: 1999, 2004, 2011 (Милан)[1]
- Носител на Купата на Шампионската лига: 2003 (Милан)[1]
- Носител на Купата на Италия: 2003 (Милан)[1]
- Носител на Суперкупата на Италия: 2004, 2011 (Милан)[1]
- Носител на Суперкупата на Европа: 2003 (Милан)[1]
- Шампион на Европейското първенство по футбол за младежи до 21 г.: 2000 (Италия)